# Spoorlijn Sélestat - Sundhouse
De Spoorlijn Sélestat - Sundhouse was een Franse spoorlijn van Sélestat naar Sundhouse. De lijn was 15,1 km lang en heeft als lijnnummer 118 000.

## Geschiedenis
De spoorlijn werd door de Reichseisenbahnen in Elsaß-Lothringen geopend op 30 oktober 1909. Reizigersverkeer werd gestaakt op 1 oktober 1947, waarna de lijn tot 12 november 1954 in gebruik bleef voor goederenvervoer. Daarna is de lijn gesloten en opgebroken. 

## Aansluitingen
In de volgende plaats was er een aansluiting op de volgende spoorlijnen:
Sélestat
RFN 111 000, spoorlijn tussen Sélestat en Saverne
RFN 115 000, spoorlijn tussen Strasbourg-Ville en Saint-Louis
RFN 118 000, spoorlijn tussen Sélestat en Lesseux-Frapelle